# Olivier Philippaerts
Olivier Philippaerts (Genk, 30 de julio de 1993) es un jinete belga que compite en la modalidad de salto ecuestre. Es hijo del jinete Ludo Philippaerts y hermano gemelo de Nicola Philippaerts.
Ganó una medalla de bronce en el Campeonato Europeo de Saltos Ecuestres de 2021, en la prueba por equipos.

## Palmarés internacional
| Campeonato Europeo | Campeonato Europeo    | Campeonato Europeo | Campeonato Europeo |
| Año                | Lugar                 | Medalla            | Categoría          |
| ------------------ | --------------------- | ------------------ | ------------------ |
| 2021               | Riesenbeck (Alemania) | Medalla de bronce  | Por equipos        |